# Familjen Bufalino
Familjen Bufalino, även kända som familjen Pittston, familjen från Scranton Wilkes-Barre, familjen i nordöstra Pennsylvania, nordöstra Pennsylvanias maffia, eller Scrantonmaffian, var en italiensk-amerikansk maffiafamilj aktiv i nordöstra Pennsylvania, framför allt i städerna Scranton, Wilkes-Barre, och Pittston. Det tros att familjen Bufalino kanske inte längre är aktiv.

## Ledare
Boss
- 1900–1903: Tommaso Petto - dödad [7]
- 1903–1908: Stefano LaTorre - avgick [4]
- 1908–1933: Santo Volpe [3] - pensionerades 1933 [4][8]
- 1933–1949: Giovanni "John" Sciandra [3] - dog av naturliga orsaker 1949. Det finns en vanlig missuppfattning att han mördades 1940, men tidningsartiklar bekräftar att han dog av naturliga orsaker 1949.[3][4][8]
- 1949–1959: Giuseppe "Joe the Barber" Barbara, Sr. [3] - fick en hjärtinfarkt 1956 och dog 1959. [3] [4] [8]
  - Tillförordnad 1956–1959: Rosario Alberto "Russell" Bufalino [4][8] - blev senare ordinarie
- 1959–1994: Rosario Alberto "Russell" Bufalino[9][4][8] - fängslad 1978–1989; gick i pension, han dog den 25 februari 1994 [10]
  - Tillförordnad 1975-1989: Edward "Eddie The Conductor" Sciandra [4][8] -fängslad 1981–1982; han fick hjälp av Anthony Guarnieri och William D'Elia [10]
  - Tillförordnad 1990–1994: William "Big Billy" D'Elia [10] - blev senare ordinarie
- 1994–2008: William "Big Billy" D'Elia [4][8] - 2006 åtalades han för anklagelser om penningtvätt, 2008 erkände han sig skyldig och vittnade inför en jury för försummelse.[11][12][13]

## Tidigare medlemmar
- James Osticco: tjänstgjorde som underboss för Russell Bufalino.[14] Död 1990.
- Edward "Eddie the Conductor" Sciandra : tjänstgjorde som consigliere för Russell Bufalino.[10] Död 2003.
- Angelo Polizzi: tjänstgjorde som consigliere för Giovanni Sciandra.[3]
- Anthony F. Guarnieri: tidigare caporegime,[10] dog 1992
- Frank Cannone: före detta soldat, avliden, han drev en spelverksamhet i Binghamton, New York.[10]
- Anthony J. Mosco: tidigare soldat, han var aktiv i Binghamton, New York [10] Mosco avtjänade 17 år i federalt fängelse för racketering tillsammans med capo Anthony "Guv" Guarnieri och andra familjemedlemmar och medarbetare. Han bor för närvarande i Arizona och Florida och har setts besöka med familjemedlemmar och medarbetare i Pittston -området de senaste åren.
- Frank "The Irishman" Sheeran : tidigare medhjälpare och Russell Bufalinos högra hand. Han åtalades i juli 1980 med 6 andra för anklagelser om förskingring, och den 31 oktober 1980 dömdes han till 32 års fängelse, han avtjänade 13 år och släpptes 1993. Han dog vid 83 års ålder den 14 december 2003.[15]
- Casper "Cappy" Guimento: fd. soldat och närstående till Russell Bufalino, han ägde en textilaffär i Pittston som Bufalino använde som penningtvättsfront och till andra kriminella aktiviteter varje tisdagsmorgon.[16]